# Tai chi pai lin

Prática da Postura da Árvore no curso de formação de monitores em Tai Chi Pai Lin da Secretaria Municipal de Saúde de São Paulo

Tai chi pai lin (em chinês 太極百齡) é o conjunto de práticas de origem taoista introduzidas no Brasil pelo mestre Liu Pai Lin (劉百齡). Entre elas, se destacam o exercício integrado da medicina tradicional chinesa, da meditação taoista e dos movimentos suaves do Tai Chi Chuan e do Chi Kung.

## Tai Chi Pai Lin
O símbolo do Tai Chi representa a integração de Yin e Yang. Segundo o mestre Liu, desta interação, nasce uma nova força, representada pela espada que atravessa o Diagrama do Tai Chi na versão do símbolo que adotou para representar sua escola. A união yin/yang em contínua mutação exposta no símbolo do Tai Chi pode representar a harmonia entre corpo e espírito, ser humano e natureza.

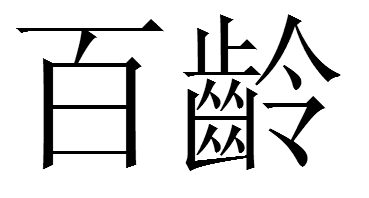
Pai Lin pode ser traduzido literalmente como "100 anos", representando a busca pela saúde e longevidade.

Em chinês, Pai Lin significa, literalmente, "cem anos". Num sentido mais amplo, pode indicar o caminho de cultivo da saúde e longevidade. O mestre Liu Pai Lin adotou este nome para si e para todos que se dedicam de coração às práticas taoistas que trouxe para o Brasil:
| “ | Para que uma vida longa? Para que toda a potencialidade do ser humano possa se desenvolver física e espiritualmente. O valor da vida deve ser expresso; o seu brilho só é visto quando se reflete nos outros. | ” |

## Tao Kung Chuan

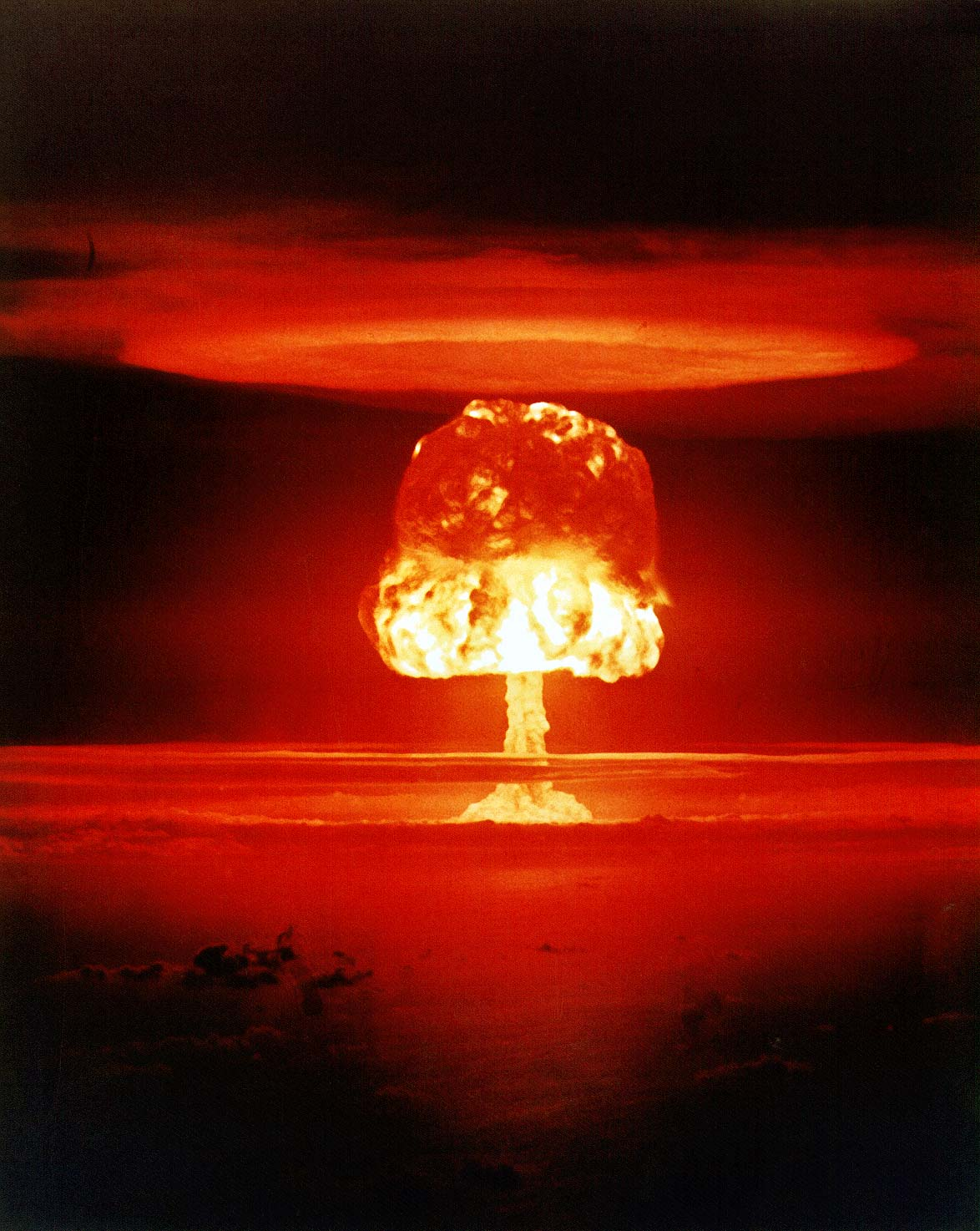
Teste nuclear da Operação Castelo no atol de Bikini em 1954

O mestre Liu perguntava em suas palestras: numa época em que metralhadoras, armas químicas e bombas atômicas são os instrumentos da guerra, que sentido pode ter aprender o Tai Chi Chuan apenas para ser capaz de derrotar outra pessoa?
Ele destacava o desequilíbrio interior como nosso maior inimigo, considerando o aspecto mais importante da prática do Tai Chi seu papel como um instrumento para a preservação da saúde e do equilíbrio emocional, mental e espiritual.
Tao Kung Chuan, a prática de treinamento do Tao, é outro nome que utilizava para se referir ao conjunto de práticas taoistas que ensinou no Brasil.
Coerente com esta postura, o estudo dos aspectos marciais do Tai Chi Chuan é realizado pelos praticantes de Tai Chi Pai Lin principalmente com a finalidade de compreender a natureza dos movimentos desta arte e desenvolver sua sensibilidade na interação com as outras pessoas.
Assim, o treinamento da aplicação dos movimentos do Tai Chi Chuan a dois, conhecido como Tui Shou (traduzido literalmente "mãos coladas") ou "empurrar as mãos", é realizado com tranquilidade, procurando manter a atitude de meditação e evitando cultivar uma postura competitiva.

## Práticas que integram o Tai Chi Pai Lin
O conjunto das práticas milenares taoistas que fazem parte do Tai Chi Pai Lin integra três áreas do conhecimento da medicina tradicional chinesa: Chi Kung, Tui Na e Tao In.
Segundo a visão do mestre Liu Pai Lin:
- o praticante de Chi Kung ou de artes marciais internas como o Tai Chi Chuan,  precisa do conhecimento do Tao In e do Tui Na para compreender a relação de seus movimentos com a circulação de energia em seu corpo e na natureza, estabelecendo a harmonia e preservando sua saúde.

- o terapeuta que trabalha com a massagem Tui Na necessita das práticas do Tai Chi e da meditação Tao In para poder simultaneamente beneficiar o paciente e manter sua saúde em equilíbrio.

- quem procura aprimorar seu espírito através da meditação Tao In necessita de exercícios físicos suaves como os do Tai Chi e do conhecimento do Tui Na para garantir uma vida saudável até o momento da realização.

Assim, seja para o praticante mais voltado para as artes do movimento, da serenidade, ou da saúde, na prática cotidiana de Tai Chi Pai Lin se integram:
- os treinamentos de energia e práticas corporais associadas às Artes Marciais Taoistas.
- as formas de automassagem associadas ao Tui Na.
- as práticas para a serenidade da Meditação Tao Yin (Sentar na Calma).

### Práticas Fundamentais

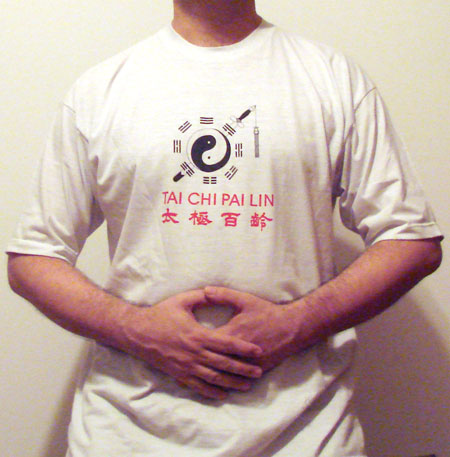
Abraçar o Tai Chi, uma das práticas essenciais do Tai Chi Pai Lin: a postura exterior simboliza o estado de integração interior.

Esta listagem de Práticas Fundamentais se refere apenas às práticas corporais e meditativas difundidas abertamente com mais regularidade pelo mestre Liu Pai Lin. São práticas que permitem vivenciar os fundamentos, os princípios do Tai Chi Pai Lin. Ao longo das duas décadas que lecionou no Brasil, o mestre Liu enfatizou o ensino de diferentes conjuntos de práticas. Ele transmitiu também diversas outras formas de treinamento além destas, como as voltadas mais especificamente para o Tao In e o Tui Na. Seu filho, mestre Liu Chih Ming, também ensina outros treinamentos destas mesmas linhagens taoistas.
Cada uma destas práticas é um treinamento taoista valioso por si só. São formas de treinamento desenvolvidas para assegurar a saúde e o equilíbrio do praticante, não devem ser consideradas apenas como preparação para os treinamentos de Artes Marciais Taoistas. As três que iniciam esta lista foram destacadas pelo mestre Liu como as práticas essenciais do Tai Chi Pai Lin, abordando-as em todas as suas aulas.
- Abraçar o Tai Chi.
- Abraçar a Árvore (Postura do Universo).
- Treinamento Interior do Tai Chi.

- Treinamento de Geração da Água Sagrada
- Treinamento da Circulação do Pequeno Universo
- Treinamento da Rede Celeste.

- Oito formas de alongamento dos tendões.
- Formas contínuas de alongamento dos tendões (remar).

- Respiração dos 6 sons.
- Exercícios para flexibilização das 9 dobras do corpo.
- Exercícios para a Saúde dos 12 Órgãos Internos (panos de seda).

- Respiração da tartaruga.
- Respiração do grou.
- Doze Formas de Chi Kung (Treinamento de Energia).

- Maravilha das maravilhas ("miao miao"): balanços; palmadas; e mãos cruzadas.

- Caminhada Tai Chi.

- Nove formas para restaurar a vitalidade (automassagem).
- Sequência de automassagem na cabeça.

### Artes Marciais Taoistas
As seguintes formas foram introduzidas no Brasil pelo mestre Liu Pai Lin e pelo mestre Liu Chih Ming:
- Forma de Tai Chi Chuan Pai Lin curta (37 movimentos).
- Forma de Tai Chi Chuan Pai Lin longa (108 movimentos).
- Forma de Espada Tai Chi (54 movimentos).
- Forma de Pa Kua Tsan curta (8 palmas).
- Forma de Pa Kua Tsan longa (64 palmas).
- Forma de Espada Pa Kua com duas espadas (8 palmas).
- Forma de Espada Pa Kua com uma espada.

### Características comuns das práticas
Estas diversas práticas têm, em comum, a busca da integração de corpo e espírito, do visível e do invisível, atitude desenvolvida através do "Abraçar o Tai Chi". Na serenidade, esta integração permite perceber, de modo natural, a manifestação da circulação de energia pelo corpo. Na movimentação, esta integridade se manifesta através de movimentos circulares feitos com suavidade e sem pressa.
Assim, segundo os princípios do Tai Chi Pai Lin, sinais de taquicardia, respiração ofegante e dores musculares durante ou após a realização das práticas (e também em outros contextos) são considerados sintomas causados por desrespeito aos próprios limites. Os limites de cada um podem ser ampliados lentamente por um treinamento cotidiano e disciplinado, que deve partir da contínua avaliação e respeito às condições específicas de saúde de cada praticante. Conforme o próprio Mestre Liu Pai Lin dizia: "Melhor que forçar, é não fazer."

## A difusão do Tai Chi Pai Lin

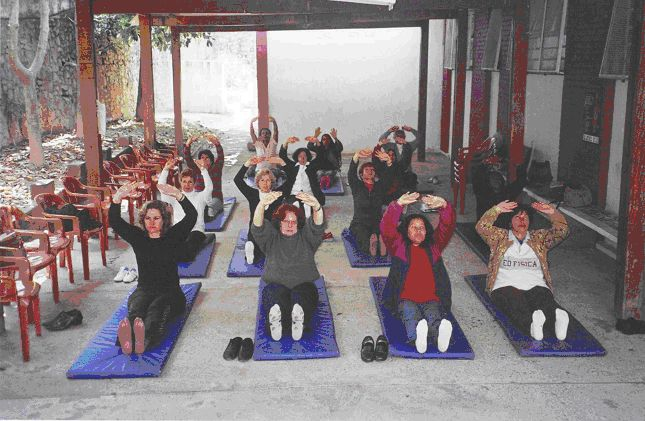
Prática do alongamento dos tendões no curso de formação de monitores da Secretária Municipal de Saúde de São Paulo

Cumprindo o objetivo de vida do mestre Liu Pai Lin, seus ensinamentos são atualmente praticados por milhares de pessoas nas diversas regiões do Brasil. Em São Paulo, Brasília, Salvador, Santos, Belo Horizonte, Ribeirão Preto, Rio de Janeiro e Buenos Aires, cidades que sediaram seu trabalho de transmissão das práticas taoistas, se concentram os maiores grupos de professores que dão continuidade a sua obra. Há, também, grupos menores atuantes em Atibaia, Curitiba, Niterói, São Roque e diversas outras cidades espalhadas por todo o país.

### Em São Paulo
Devido ao histórico da parceria com a Secretária Municipal de Saúde de São Paulo, iniciada em 1990, período em que se comprovaram os resultados que proporciona para a saúde, o Tai Chi Pai Lin foi selecionado como uma das práticas corporais da Medicina Tradicional Chinesa a serem ensinadas aos profissionais da rede e agentes de saúde para o atendimento dos usuários na rede municipal de saúde de São Paulo. Atualmente, as práticas básicas do Tai Chi Pai Lin são oferecidas em unidades de saúde em todas as regiões da cidade de São Paulo a milhares de usuários.

### Em Santos
A cidade de Santos comemora oficialmente no dia 16 de Abril o Dia do Tai Chi Chuan, dedicado a praticantes de todas as linhagens. Esta é a data da visita do mestre Liu Pai Lin à cidade em 1977, visita que inspirou seu discípulo Augusto Leitão a instalar-se nela e dar início a seu trabalho de divulgação do Tai Chi em 1980. Em Santos, as práticas de Tai Chi Pai Lin são oferecidas gratuitamente em diversos locais graças a parcerias estabelecidas entre a prefeitura e a Associação de Tai Chi Chuan Baixada Santista "Mestre Augusto Leitão".

## Estudos relacionados ao Tai Chi Pai Lin
Além da própria continuidade da prática e do ensino da transmissão taoista difundida no Brasil pelo mestre Liu Pai Lin, a profundidade destes ensinamentos também pode ser percebida pela diversidade dos estudos realizados por seus alunos e discípulos. Estes trabalhos abordam o tema sob diferentes enfoques relacionados às áreas específicas de atuação de cada um, testemunhando a incorporação dos princípios da filosofia taoista em seu cotidiano. Os links para os texto integrais de onde foram retiradas as citações estão disponíveis abaixo nas "páginas externas".

### Visão integral do ser humano
Em "Automassagem e Medicina Chinesa", escrito em 1996, o médico Marcos Freire reverencia o mestre Liu pelos ensinamentos que recebeu e registrou em seu livro.
Nesta obra, situa o resgate das medicinas tradicionais dentro do atual contexto de especialização da medicina. Segundo ele, este sistema de especialistas, "a despeito dos melhores diagnósticos e tratamentos de casos específicos, é falho na abordagem integral à saúde do ser humano, (...) É nesse contexto que se inserem atualmente a medicina tradicional chinesa e a filosofia taoista, que, ao lado de tantas outras tradições, resgatam para a ciência e para a humanidade a visão integral do ser humano e sua interação com todo o universo."

### O Tai Chi Pai Lin nas Unidades de Saúde
A psicóloga Luci Lurico Oi, coordenadora da prática de Tai Chi Pai Lin na Secretária Municipal de Saúde de São Paulo, realizou, com a colaboração dos monitores desta prática, uma pesquisa sobre o "Perfil dos praticantes de Tai Chi Pai Lin nas Unidades de Saúde de São Paulo em 2005." Além de dados quantitativos foram recolhidos depoimentos em vídeo e por escrito para uma avaliação qualitativa do trabalho. Os resultados desta pesquisa com 900 usuários da rede municipal de saúde foram apresentados em dezembro de 2005 no "Encontro Tai Chi Pai Lin 2005" realizado no CEFOR (Centro de Formação da Secretaria Municipal de Saúde de São Paulo).
Segundo este levantamento, no final de 2005 a prática de Tai Chi Pai Lin já era oferecida em 150 unidades de saúde do município de São Paulo e o total de atendimentos semanais a usuários aproximou-se de 10 000. Constatou-se uma maior participação de usuários do sexo feminino (89%) e a predominância de usuários nas faixas de idade entre 61 e 70 (27,7%) e entre 51 e 60 anos (25,6%).
As queixas mais frequentes foram relativas a:
- problemas emocionais (desânimo, depressão, ansiedade, insônia, irritabilidade e nervosismo);
- hipertensão arterial;
- problemas ortopédicos e reumatológicos e a dores no corpo (artrose, osteoporose, fibromialgia, tendinite, patologias da coluna, bursite, etc).

Destacaram-se, entre os benefícios relatados: 
- a melhora em relação aos distúrbios emocionais;
- maior disposição e sensação de bem-estar;
- e melhora dos problemas reumatológicos e ortopédicos, com a diminuição de dores no corpo.

### Tratamento complementar da fibromialgia
René Lenard apresentou, em 2002, na Faculdade de Medicina da Universidade de São Paulo, sua dissertação de mestrado "Educação somática no tratamento da fibromialgia: estudo clínico controlado."
O estudo propôs avaliar a eficácia de um programa de desenvolvimento da consciência corporal no tratamento da fibromialgia em um grupo de 46 mulheres sob tratamento medicamentoso.
Um grupo de 21 pacientes praticou regularmente treinamentos corporais (incluindo práticas do Tai Chi Pai Lin) durante 15 semanas, enquanto outras 25 pacientes foram tratadas apenas com medicamentos.
As pacientes com mais que 50% de frequência ao programa demonstraram em relação ao grupo de controle: aumento da capacidade muscular dos flexores e extensores do tronco; redução do escore total de dor segundo o Questionário de Impacto da Fibromialgia; e aumento no escore do domínio "capacidade funcional" segundo o questionário de qualidade de vida SF-36.

### Tai Chi Chuan e Educação
"Taiji-quan e Educação: trajetórias de alunos-professores da escola Liu Pai Lin" é o título da tese de doutorado apresentada no ano 2000 por Albert Hemsi na Faculdade de Educação da Universidade de São Paulo. Conforme o resumo de sua tese, seu trabalho busca avaliar que subsídios para a educação as experiências de nove alunos-professores de Taiji quan pode oferecer.
Albert Hemsi destaca os seguintes aspectos presentes na proposta educativa do Taiji quan: a filosofia daoísta (taoista); o domínio do movimento; o domínio da "energia vital" (Qi); e a incorporação na vida cotidiana dos princípios filosóficos que a orientam. Seu trabalho reúne entrevistas, estudos sobre comunicação intercultural, filosofia daoísta e o movimento corporal (segundo a concepção tradicional e o método Laban de Análise do Movimento).
Sua conclusão é de que: "o movimento expressivo e os símbolos podem servir de ponte para a educação intercultural e que a educação para o movimento corporal está vinculada à educação em geral, pois não se pode separar o movimento do sentir e do pensar."

### Uma visão poética
Em "Linha de horizonte: por uma poética do ato criador." Edith Derdyk, artista contemporânea autora de diversos livros sobre arte, toma a linha do horizonte como uma metáfora para falar da criação.
Apesar de não falar diretamente do Tao nesta obra, quem conhece esta filosofia percebe, nesta metáfora, aspectos da integração de Céu/Terra/Homem que norteia o taoismo:
| “ | A linha de horizonte, traço inventado pela nossa visão, não existe. A quem pertence: ao céu? ao mar? À terra? (...) a linha de horizonte esconde e apresenta, em sua condensada negritude, uma fresta para o infinito, fresta por onde tudo se esvai. | ” |

Considerando também a prática do Tai Chi um ato criador, sua abordagem neste livro permite entender por que quem realiza estes treinos não se cansa de praticá-los dia após dia:
| “ | A atenção focada no ato criador enfatiza o desejo crescente em compreendê-lo como operação poética. (...) não é qualquer fazer um ato criador - aquele que provoca um estado poético impregnado de uma consciência ou percepção inusual - , não é simplesmente um constante fazer que garante a revelação de uma outra ordem de grandeza dos sentidos. (...) , o ato criador instaura uma maneira única (pessoal, individual e subjetiva) e, simultaneamente coletiva de ingressar em um tempo e um espaço ainda fora de forma. (...) , o ato criador nos surpreende. | ” |

### Taoismo, física quântica e processo criativo
A doutora em física Lais Wollner relaciona, em seus textos e cursos, a sua vivência do taoismo com a física quântica e o processo criativo. Ofereceu, na Universidade Estadual de Campinas, entre 1999 e 2003, disciplinas de pós-graduação sobre o tema no Instituto de Artes da Unicamp e no Instituto de Física Gleb Wataghin da Unicamp.
Segundo Laís, "muito do comportamento quântico se esclarece quando apresentado lado a lado com o Livro das Mutações e os poemas de Lao-Tse; e estes, na interpretação quântica, ganham em credibilidade, clareza, significado, atualidade."

### Um olhar antropológico
José Bizerril Neto defendeu, em 2001, no Departamento de Antropologia da Universidade de Brasília, sua tese de doutorado "Retornar à Raiz: Tradição e Experiência em uma Linhagem Taoista no Brasil". Seu tema de estudo foi a prática do taoismo no grupo constituído em torno do mestre chinês Liu Pai Lin em São Paulo. Em seu sumário, Bizerril comenta que, ao investigar esta tradição espiritual, adotou "um tipo de abordagem que privilegia o vivido, enfatizando a participação como estratégia para compreensão da substância deste tipo de experiência do sagrado. Assim como a teoria, o corpo do antropólogo torna-se um instrumento de pesquisa." A partir deste trabalho, tem escrito outros artigos vinculados ao tema, como "Mestres do Tao: tradição, experiência e etnografia".

### Produção do saber e tradição taoísta
O médico Charles Dalcanale Tesser defendeu, em 2004, na Universidade Estadual de Campinas, sua tese de doutorado na área de Saúde Coletiva, "Epistemologia contemporânea e saúde: a luta pela verdade e as práticas terapêuticas." Sobre o aprendizado na medicina taoista, comenta que:
| “ | A produção do saber nos círculos esotéricos da tradição médica chinesa taoista é composta por uma mescla de pelo menos três vertentes: a prática pessoal de autoconhecimento, autocuidado e autocura, através de numerosos exercícios, meditações e práticas psicocorporais abundantes nesta tradição, vista aí como produtora de saber e de sabedoria; a prática do heterocuidado (no exercício da cura em outras pessoas); e a "recepção" tradicional do saber acumulado pela tradição. Todas as três fontes de saber e de produção de saber são permitidas e orientadas por ensino e supervisão pessoal via relação mestre-discípulo. | ” |

Destaca também que, na medicina tradicional chinesa, a terapêutica "é dirigida ao reequilíbrio da pessoa doente, e não à "doença" " (em Apêndice 1 - Uma hipertensão arterial resistente ou uma deficiência de energia relacionada ao "baço"?). Sua tese discute "a superação do positivismo mecanicista na saúde, a construção de uma nova visão epistemológica dita "coconstrutivista" - em que a realidade é vista como coconstruída pelos sujeitos em interação com o mundo", facilitando "mudanças na relação dos terapeutas com o saber biomédico", e induzindo "melhorias no relacionamento da biomedicina com os pacientes e com os curadores não científicos."

### Psicanálise e meditação
O psicanalista Ignacio Gerber, membro da Sociedade Brasileira de Psicanálise - São Paulo, escreveu o artigo "De Freud a Bion por los Caminos de Lao-Tsu" como um exercício psicoanalítico e transdisciplinar de desapego de si e imersão na totalidade. Partindo de uma reflexão sobre a meditação taoista "Sentar na Calma", reinterpreta a função de "Rêverie" de Wilfred Bion: uma receptividade que facilita a criação do novo no outro (e em nós mesmos) a partir de uma postura vazia de pressupostos. Não nos apresentarmos saturados (sempre em termos bionianos) frente à palavra do outro, ou à nossa.
O texto propõe um questionamento sobre o que há de comum entre atitudes propostas por Sigmund Freud (Atenção flutuante), Bion (sem memória, sem desejo) e Lao-Tsu (desapego), investigando caminhos que as transcendam e possam orientar nossa apreensão da atitude psicanalítica.
Considera, como princípios éticos da transdisciplinaridade, a descentralização em relação às próprias certezas e o respeito pela alteridade.